# Bölcsőtől bölcsőig
A Bölcsőtől bölcsőig (angol rövidítése: C2C a Cradle to Cradle kifejezésből) a rendszertervezés egy bionikus megközelítése, mely az ember által létrehozott ipart természeti folyamatokkal modellezi, az anyagokat táplálékoknak vagy tápanyagoknak fogja fel, amelyek biztonságos, egészséges és zárt rendszerben keringenek. Eszerint az iparnak védenie és gazdagítania kell az ökoszisztémát, miközben a szerves és szervetlen nyersanyagokat olyan módon keringteti, hogy azok kiváló minőségű termékekben öltsenek formát a negatív externáliák kiküszöbölése mellett. Egyszerűen megfogalmazva, a Bölcsőtől bölcsőig felfogást egy holisztikus (vagyis mindenre kiterjedő, „minden összefügg mindennel” alapelvű) rendszernek tekinthetjük, mely a hulladékok kiküszöbölésével kíván javakat (jószágokat) előállítani. Tágabb értelemben a modell nemcsak az ipari tervezésre és a termékek előállításra vonatkoztatható, hanem a városi környezetek, épületek, a közgazdaságtan és a szociális rendszerek esetén is alkalmazható.
A 'C2C tanúsítvány' a McDonough Braungart Design Chemistry (MBDC) cég védett tulajdona, a Bölcsőtől bölcsőig elv eredeti koncepciója azonban Walter R. Staheltől származik az 1970-es évekből, a jelenlegi modell megalkotójának pedig Micheal Braungartot és kollégáit tekinthetjük, akik az „életcikluson át tartó fejlesztés” (lifecycle development) koncepciójától jutottak el hozzá a '90-es években. Braugart és McDonough közös könyve, a Bölcsőtől bölcsőig - Környezettudatosság a tervezéstől a gyártásig 2002-ben jelent meg, amelyben összefoglalja azon főbb gondolatokat, hogyan valósítható meg ezen modell a gyakorlatban, melyet több cég és ország is alkalmazott már, többek közt a Nike, a Ford-autógyárak (a Ford Rouge River ipari központ újjászületésekor), Chicago városa (a városháza átépítése során) illetve Kína (a Huangbaiqu mintaváros építése során – ezen utóbbi azonban nem váltotta be a hozzá fűzött reményeket).

## A tápanyagok körforgása
A Bölcsőtől bölcsőig modellben minden felhasznált vagy feldolgozott anyag – mint például a fémek, a szálasanyagok vagy a színezékek – kétféle típusú lehet: technológiai vagy biológiai tápanyag.
- Előbbiek szigorúan a nem mérgező, nem káros mesterséges anyagokat jelentik, amelyeknek nincsenek negatív hatásaik a környezetre, és állandó körforgásban használhatóak ugyanannak a terméknek (akár annak továbbfejlesztett verziójának) az előállítására, anélkül, hogy ezzel integritásukat vagy minőségüket rontanánk. Így ezen anyagok újra és újra felhasználhatók lesznek, ahelyett, hogy „lehasznosítanánk” őket kevésbé jó minőségű javakká, míg végül hulladékként elégetésre vagy elásásra kerülnének.
- Utóbbiak olyan szerves anyagok, melyek felhasználás után eldobhatóak, és úgy bomlanak le a természetben (a talajban, hogy élelmet biztosítanak a kisméretű életformáknak (gombáknak, baktériumoknak, ízeltlábúaknak) káros mellékhatások nélkül. Ez természetesen a konkrét helyszíntől is függ, hiszen egy adott terület talaja egy másik területen káros lehet az élővilágra, itt abszolút értelemben nem, csak helyspecifikusan beszélhetünk a negatív mellékhatások hiányáról, és a pozitív hatások meglétéről.

Ezen anyagok tehát mindketten saját regeneratív körforgásukban kell hogy megjelenjenek McDonough és Braungart szerint.

## Az ökohatásosság kritériumai

### Az összetevő elemek kiválasztása
Bizonyos olyan anyagoktól szükségszerű tartózkodni a termék tervezése során, amelyek a legkisebb koncentrációban is veszélyt jelentenek az emberi egészségre, például bizonyítottan rákkeltők, vagy allergiát okoznak (ilyenek például a PVC, az ólom, a higany, az azbeszt, a króm stb.). Ezeket mind a gyártási folyamatból, mind a termékek összetevői közül érdemes kivonni.
Bizonyos anyagok használata kerülendő, azonban megfelelő alternatíva híján mértékkel elfogadható, amennyiben a gyártó nyomon követi azok útját (és gondoskodik a megfelelő utófeldolgozásról), esetleg ki sem kerülnek, mivel csak a gyártási folyamatban szükségesek (például a napelemek gyártása során használt kadmium).
Bizonyos anyagokat preferálni érdemes, amennyiben ezek:
- nem toxikusak sem rövid, sem hosszú távon, nem allergének;
- nem rákkeltőek, vagyis nincs karcinogén, mutagén, teratogén hatásuk;
- nem befolyásolják a hormonháztartást, és nem halmozódnak fel a szervezetben vagy a természetben;
- a vízi élővilágra nem veszélyesek, az ózonréteget nem károsítják;
- biológiailag lebomlanak, és a fentiek igazak a melléktermékeikre is.

Ezen része a tervezésnek rendkívül nehéz, és tőkeigényes (mind tudástőkét, mind pénzügyi tőkét tekintve), hiszen az orvosi célú kutatások rendkívül drágák, és csak viszonylag hosszabb idő után hoznak biztosnak tekinthető eredményeket.
Textiltermékek esetében az OEKO-TEX 100 szabvány előírásainak betartása biztosítja, hogy a ruházati és lakástextil anyagokban ilyen egészségkárosító anyagok ne fordulhassanak elő.

### A koncepció átalakítása
A legfontosabb lépés itt a termék anyagainak életciklusának bezárása, vagyis a "Bölcsőtől sírig" tervezés helyett (ahol a termék elhasználódása után annak alkotóelemei megsemmisítésre kerülnek) a "Bölcsőtől bölcsőig" tervezés kialakítása. Ez kiterjed mind a gyártási folyamatra, mind a termékre, vagyis figyelembe kell venni a gyártás során felhasznált anyagok útját az után is, hogy az elhagyja a gyárat (tipikus példa erre a kilépő [szenny]víz), illetve az elhasznált terméket szétbontva annak elemeit újrahasznosítsuk, azonban a korábbi minőséget megtartva, a „felhasznosítást” (upcycling) előnyben részesítve a „lehasznosítással” (downcycling) szemben.
A gyártás és termék használata közben a melléktermékeket lehetőleg olyan állapotba kell a helyszínen transzformálni, mely maga is megfelel a fent (az anyagkiválasztásnál) említett kritériumoknak, vagyis hogy azok visszakerülhessenek vagy a biológiai, vagy a technikai körforgásba. A lényeg az emberi igények kielégítése, a lehető legfejlettebb technológiai megoldásokkal, figyelembe véve a környezetet, a kultúrát, és szem előtt tartva az anyag körforgását a klasszikus életciklus befejeztével is. A "bölcsőtől bölcsőig" koncepció ezen utóbbi szempontok révén hoz újat a tervezésbe: a megoldások heterogenitása és az anyag életciklusának önmagába zárásával.

## Gazdasági szempontok
Ellentétben azzal, ahogyan első ránézésre tűnik, az ökohatásosság vagy C2C ("Bölcsőtől bölcsőig") elv alkalmazása nem feltétlenül jelenti a költségek emelkedését (különösen, ha figyelembe vesszük az externáliákat is. Példának tekinthetjük a Ford gyár River Rouge-i gyárközpontját, ahol őshonos növényeket telepítve a gyártetőkre azok természetes vízszűrőként és hőmérséklet-szabályozóként működve évi mintegy 75 millió köbméter vizet szűrnek meg, és hűtik (nyáron) illetve fűtik (télen) a gyárat. A vízszűrő rendszer kiépítése az egész komplexumban 18 millió dollárba került, mellyel egy nagyjából 50 millió dolláros mechanikai víztisztító telep kapacitását sikerült kiváltani (mely az előírások alapján egyébként kötelező lett volna). A C2C szempontok alapján épült gyárak tehát jelentős költségeket spórolhatnak meg többek közt a víztisztító berendezések, a szemétlerakók hiánya, vagy a megspórolt energia (hűtés/fűtés) révén.

## Gyakorlati példák

### A Ford Rouge River Gyárkomplexuma
1999-ben ifj. Willian Clay Ford, az alapító Henry Ford dédunokája célul tűzte ki, hogy a cég hatalmas gyárát a michigani Rouge River-t kétmilliárd dolláros beruházással a fenntarthatóság új ikonjaként újjáépítik. Az előzetes innovációk, mint az ISO környezetvédelmi minősítés bevezetése, után Bill közreműködésével egy teljesen új szemlélettel valósították meg a gyár csapadékvíz-kezelő rendszerét. A törvényileg előírt betoncsövek lefektetése helyett a csapadék megtartására alkalmas zöldtetőt hoztak létre, majd innen a csapadékot egy mesterséges lápba vezették, ahol őshonos növényzeten keresztül három nap alatt csordogálva jutott a folyóba. A projekt sikerességét nemcsak időszakosan mért laboreredményekkel ellenőrizték, hanem oly módon, hogy hány földigiliszta található egy köbméter talajban, hányféle madár, rovar, hal él a környező területeken, tehát biológiailag mennyire aktív a terület. Nem utolsósorban pedig a megvalósítás nem kevesebb mint 35 millió dollár költségmegtakarítást eredményezett a cégnek.

### A Nike-gyár Considered cipője
Ezen cipőben a talpat technológiai tápanyagként, a felső részt pedig biológiai táplálékként tekinthetjük, amelyeket a készítő gyár újrahasznosít, méghozzá oly módon, hogy a cipőt nem áruként, hanem szolgáltatásként adja el. Ez azt jelenti, hogy a vásárló egy cipő árának csak a töredékét fizeti ki, és kötelezi magát, hogy a cipő elhasználódása után (elkopás, tönkremenetel, megunt modell) azt visszaszolgáltatja a kereskedőnek, ő pedig a gyárnak. A felső rész, mint biológia tápanyag komposztálható (vagyis akár az erdőben is eldobható, ott lebomlik, és tápanyagot szolgáltat a fáknak és egyéb növényeknek), a talp, mint technológiai tápanyag pedig visszakerül a gyárba, hogy újabb cipők gyártásának legyen az alapanyaga. Ezen modell szerint a felhasználó tehát valójában a cipő használatbavételéért fizet, az értékes anyagok pedig vagy a gyárba, vagy a természetbe kerülnek vissza, kiiktatva többek között a szemétlerakók és hulladékmegsemmisítők járulékos költségeit.

### További példák
Azon italos poharak, melyek a C2C elvei szerint készülnek vagy visszaszolgáltatva a gyártónak visszaválthatóak, és minőségveszteség nélkül újrahasznosíthatóak (technikai tápanyag), vagy eldobhatóak a természetbe környezeti rombolás nélkül, gyors lebomlási idővel (biológiai táplálék). Hasonlóan a példához, a szemétlerakás és -megsemmisítés költségei itt is megtakaríthatóak.

## Kapcsolat más modellekkel
A Bölcsőtől bölcsőig modell nagyban hasonlít a holisztikus (vagyis mindenre kiterjedő, "minden összefügg mindennel" alapelvű) modellre, valamint a passzívház kezdeményezésekkel is sok rokon vonást mutat (az ökológiai lábnyom csökkentése vagy negatívba fordítása révén). Hasonlóképpen a permakultúrával is kapcsolatba hozható.

## Kritika
Egy fontos kritika a C2C tanúsítványokkal szemben, hogy ezek kiállítását McDonough és Braungart egy zárt kör számára tartja fenn, mely akadályozhatja annak potenciáljának kihasználását.
Mások a gyakorlati megvalósíthatóságot kérik számon, mint Friedrich Schmidt-Bleek a német Wuppertal Intézet vezetője szerint, aki szerint ez csak látszatmegoldást kínál (ha kínál egyáltalán):

Nagyon tetszik Micheal üléshuzat ötlete a repülőgépekkel kapcsolatban. Mindamellett boldogan várom az ötleteit az Airbus 380-as tovább 99,99%-áznak megtervezéséhez az elvei alapján

Scmidt-Bleek szerint abszolút elképzelhetetlen, hogy a kezdeményezés nagyobb skálán is megvalósítható lenne.
Ez a mű sem kezd semmit azzal az alapproblémával, hogy a jelenlegi gazdasági berendezkedés végtelen növekedésre épül egy véges felszínen (a Földön), és amíg erre törekszik, addig a bölcsőtől bőlcsőig tartó tervezés széles körű alkalmazását az egyre fokozódó jövedelem különbségek okozta társadalmi feszültségek lehetséges, hogy el fogják lehetetleníteni. A fenntartható fejlődés több gondolkodója szerint a társadalmi, környezeti problémák csak egy rendszerben oldhatók meg, emiatt egy pusztán új (egyébként izgalmas és értékes) gyártástechnológiai javaslatokat tartalmazó megoldásjavaslat érvényessége csökken.